# 톰 어윈
톰 어윈(Tom Irwin, 1956년 6월 1일 ~ )은 미국의 배우이다.
피오리아에서 태어났다.

## 출연 작품
- 타이머 (2009년)
- 말리와 나 (2008년)
- 세이빙 그레이스 (2007년)
- Exposed (2003년)
- 21 그램 (2003년)
- 백설공주 (2001년)
- 샌디 바툼 오케스트라 (2000년)
- 더 헌팅 (1999년) - 프레데릭스 씨 역
- 어 스텝 투워드 투마로우 (1996년)
- 홀리데이 어페어 (1996년)
- 더블 페이스 (1996년)
- Without Consent (1994)
- 간호사 (1993년)
- 미스터 존스 (1993년)
- 레이디킬러 (1992년)
- 행복했던 여자 (1991년)
- 미망인의 계절 (1990년)
- 진실의 창 (1990년)
- 미드나잇 런 (1988년)
- 사랑의 록밴드 (1987년)
- 영 캐시디 (1965년)

### 텔레비전
- 마이 소 콜드 라이프 (1994-95)
- 위드아웃 어 트레이스 (2003)
- 로스트 (2009)
- 은밀한 하녀들 (2013-16)